# Tompaládony, Vas
Tompaládony  este un sat în districtul Sárvár, județul Vas, Ungaria, având o populație de 301 locuitori (2011). 

## Demografie
Componența etnică a satului Tompaládony
     Maghiari (93,27%)
     Romi (3,53%)
     Germani (3,21%)
Componența confesională a satului Tompaládony
     Romano-catolici (58,14%)
     Luterani (32,23%)
     Reformați (1,99%)
     Necunoscută (6,64%)
     Atei (1%)
Conform recensământului din 2011, satul Tompaládony avea 301 locuitori. Din punct de vedere etnic, majoritatea locuitorilor (93,27%) erau maghiari, existând și minorități de romi (3,53%) și germani (3,21%).  Din punct de vedere confesional, majoritatea locuitorilor (58,14%) erau romano-catolici, existând și minorități de luterani (32,23%) și reformați (1,99%). Pentru 6,64% din locuitori nu este cunoscută apartenența confesională.